# Friuli Annia
Fiuli Annia è una denominazione di origine controllata assegnata ad alcuni vini prodotti in Friuli-Venezia Giulia. È la più recente fra quelle della regione, essendo stata istituita con decreto ministeriale del 27 ottobre 1995.
La produzione è coordinata dal Consorzio per la tutela dei vini a Denominazione di Origine Controllata Friuli Annia con sede a Udine.

## Zona di produzione
L'area di produzione comprende la gran parte della Bassa Friulana, territorio attraversato, appunto, dall'antica via Annia. Nello specifico, si estende sulla totalità dei comuni di Bagnaria Arsa, Carlino, Castions di Strada, Marano Lagunare, Muzzana del Turgnano, Porpetto, San Giorgio di Nogaro, Torviscosa.